# BTR-3
BTR-3（ウクライナ語: БТR-3）は、ウクライナで開発されたBTR-80装輪装甲車の改良型。他国の同級車種のように水陸両用性能を備えている。

## 概要
国営O・O・モローゾウ記念ハルキウ機械製造設計局が、アラブ首長国連邦からBTR-80装甲兵員輸送車の改良を依頼され、BTR-80Aの発展型であるBTR-94Kの発展型として2000年に開発した。
車体は防弾鋼板の溶接構造で、NBC防護装置と自動消火装置が装備されている。前部に乗員室、中央部に砲塔と兵員室、後部が機関室になっており、兵員室の兵士は、車体上面のハッチか側面のハッチから乗降を行う。
ウクライナは装輪装甲車をBTR-3の他に、BTR-4とBTR-60/70/80装甲兵員輸送車シリーズの発展型であるBTR-94を開発しているが、BTR-3とBTR-94は輸出向けになっている。
武装はモジュール化されており、発注国の要求に合わせて変更が可能である。基本的にはウクライナ製の武装か、ソビエト連邦ないしロシア連邦製の武装を搭載している。

## 派生型
BTR-3U「ムィスルィーヴェツィ」
装甲兵員輸送車型。BTR-80Aの発展型であるBTR-94Kの改設計型。「シュトゥールム」戦闘モジュール（無人砲塔）を搭載する。
BTR-3U「ガーディアン」
「ブラーン-N1」砲塔を搭載したアラブ首長国連邦海兵隊仕様。

BTR-3E
UTD-20 エンジン搭載型。
BTR-3E1
「シュトゥールム」戦闘モジュール（砲塔）搭載型。
BTR-3E ARV
装甲回収車型

## 運用国
- アゼルバイジャン - BTR-3U
- チャド - BTR-3U
- エクアドル - BTR-3U
- カザフスタン - 2023年時点で、カザフスタン陸軍が2両のBTR-3Eを保有している[1]。
- ミャンマー - BTR-3U
- ナイジェリア - BTR-3U、BTR-3E
- タイ - BTR-3E1
- アラブ首長国連邦 - BTR-3U「ガーディアン」
- ウクライナ - BTR-3E